# Marchewki (województwo warmińsko-mazurskie)
Marchewki (niem. Bergfelde) – wieś w Polsce, w województwie warmińsko-mazurskim, w powiecie ełckim, w gminie Prostki.

## Nazwa
Do 1926 roku niemiecka nazwa miejscowości brzmiała Marchewken.
12 lutego 1948 r. ustalono urzędową polską nazwę miejscowości – Marchewki, określając drugi przypadek jako Marchewek, a przymiotnik – marchewecki.

## Podział administracyjny
W latach 1975–1998 miejscowość należała administracyjnie do województwa suwalskiego.